# Вельти, Эмиль
Фридрих Эмиль Вельти (нем. Friedrich Emil Welti; 23 апреля 1825 года, Цурцах, кантон Аргау, Швейцария — 24 февраля 1899 года, Берн, Швейцария) — швейцарский политик, президент. Член Радикально-демократической партии.

## Биография
Эмиль Вельти был старшим из девяти детей в семье Якоба Вельти — судьи и члена Большого совета Цурцаха. Его дед Абрахам Вельти был членом Национальной ассамблеи Гельветической республики. После окончания школы в 1844 году, Эмиль Вельти изучал право в Университете Фридриха Шиллера в Йене и Университете Фридриха Вильгельма в Берлине. В 1853 году женился на Каролине Гросс и имел двоих детей: Луизу Матильду и Фридриха Эмиля. В 1856 году он был избран в Большой совет Аргау и в том же году вошёл в правительство кантона.
1 апреля 1858 — 31 марта 1859 — глава правительства кантона Аргау.
29 марта — 21 июля 1860 — президент Совета кантонов парламента Швейцарии.
1 апреля 1862 — 31 марта 1863 — глава правительства кантона Аргау.
1 апреля 1866 — 31 марта 1867 — глава правительства кантона Аргау.
2 июля — 21 июля 1866 — президент Совета кантонов парламента Швейцарии.
8 декабря 1866 — 31 декабря 1891 — член Федерального совета Швейцарии.
1 января 1867 — 31 декабря 1868 — начальник (министр) военного департамента.
1 января — 31 декабря 1868 — вице-президент Швейцарии.
1 января — 31 декабря 1869 — президент Швейцарии, начальник политического департамента (министр иностранных дел).
1 января 1870 — 31 декабря 1871 — начальник военного департамента.
1 января — 31 декабря 1871 — вице-президент Швейцарии.
1 января — 31 декабря 1872 — президент Швейцарии, начальник политического департамента.
1 января 1873 — 31 декабря 1875 — начальник военного департамента.
1 января — 31 декабря 1874 — вице-президент Швейцарии.
1 января — 31 декабря 1876 — президент Швейцарии, начальник политического департамента.
1 января 1877 — 31 декабря 1878 — начальник департамента почт и телеграфов.
1 января — 31 декабря 1879 — вице-президент Швейцарии, начальник департамента почт и путей сообщения.
1 января — 31 декабря 1880 — президент Швейцарии, начальник политического департамента.
1 января — 31 декабря 1881 — начальник департамента юстиции и полиции.
1 января 1882 — 31 декабря 1883 — начальник департамента почт и путей сообщения.
1 января — 31 декабря 1883 — вице-президент Швейцарии.
1 января — 31 декабря 1884 — президент Швейцарии, начальник политического департамента.
1 января 1885 — 31 декабря 1891 — начальник департамента почт и путей сообщения.
1 января — 31 декабря 1890 — вице-президент Швейцарии.
1 января — 31 декабря 1891 — президент Швейцарии.